# 左東広之
左東 広之（さとう ひろゆき、1977年3月22日- ）は、日本の舞台俳優。演劇集団キャラメルボックス所属。埼玉県出身。身長175cm。血液型はA型。実家は、埼玉県にある和菓子屋。
東洋大学卒業後、AD・ENBUゼミ・劇団ハコビヤを経て2003年演劇集団キャラメルボックスに入団。2008年〜2011年まで劇団前説デュオペリクリーズとして音楽活動をしていた。
2012年12月12日に、同劇団員である小林千恵と入籍した事が発表された。2014年6月13日には第一子が誕生した。

## 主な出演

### TV
- 四つ葉神社ウラ稼業 失恋保険〜告らせ屋〜(2011年、読売テレビ)- 同劇団員の筒井俊作と出演。
- BARレモン・ハート第四話(2015年、BSフジ)

### CM
- ネスカフェ『ネスカフェ バリスタ』
- 日清食品『ラ王』
- 東和薬品『くすりを育てる篇』(2013年)

### ラジオ
- マイ・ストーリー
- 三谷幸喜 創作を語る(講談社)

### ライブ

#### ペリクリーズ
- ペリクリーズ ワンマンライブ Vol.1 「覚醒〜Just do it!〜」
- ペリクリーズ ワンマンライブ Vol.2 「清純 ポインセチアの花言葉」

### 舞台

#### 演劇集団キャラメルボックス
太字は主演作品
- 『彗星はいつも一人』(2003年、陣八) - 三浦剛とダブルキャスト
- 『我が名は虹』(2004年、末次)
- 『ブラック・フラッグ・ブルーズ』(2004年、星) - 阿部丈二とダブルキャスト
- 『スキップ』（2004年、香川/一年生） - 筒井俊作とダブルキャスト
- 『僕のポケットは星でいっぱい』(2005年、ヌカダ)
- 『クロノス』(2005年・2015年、中林)
- 『橋を渡ったら泣け』(2007年、赤柳宗治)
- 『トリツカレ男』(2007年・2012年、マルコ)
- 『水平線の歩き方』(2008年・2011年、豊川)
- 『僕の大好きなペリクリーズ』(2008年、ペリクリーズ) - この作品がキッカケで多田直人とペリクリーズを結成する
- 『すべての風景の中にあなたがいます』(2009年、藤枝沙知夫)
- 『風を継ぐ者』(2009年、立川迅助)
- 『エンジェル・イヤーズ・ストーリー』(2009年、八戸詩郎)
- 『南十字星駅で』(2010年、萩塚敏也)
- 『また逢おうと竜馬は言った』(2010年、岡本) - 畑中智行とダブルキャスト
- 『降りそそぐ百万粒の雨さえも』(2011年、立川迅助)
- 『飛ぶ教室』(2011年、ケストナー)
- 『無伴奏ソナタ』(2012年・2014年、ギルバード/ミック/ギレルモ)
- 『アルジャーノンに花束を』(2012年、ジェイ・ストラウス)
- 『広くてすてきな宇宙じゃないか』(2012年、ヒジカタ) - 大内厚雄・三浦剛とトリプルキャスト
- 『隠し剣鬼ノ爪』(2013年、狭間弥二郎)
- 『ナミヤ雑貨店の奇蹟』(2013年、松岡健夫/安中玄太/外嶋英輔)
- 『ジャングル・ジャンクション』(2013年、オザキ) - 男組キャスト
- 『ケンジ先生』(2013年、ケンジ先生) - どんぐりキャスト
- 『ウルトラマリンブルー・クリスマス』(2013年、川地)
- 『ヒトミ』(2014年、朝比奈)
- 『TRUTH』(2014年、隼助）
- 『太陽の棘　彼はなぜ彼女を残して旅立ったのだろう』(2014年、菊池新平)
- 『時をかける少女』(2015年、芳山八郎)
- 『ゴールデンスランバー』(2016年、岩崎英二郎/矢島良治/刑事1/高校生2)
- 『水平線の歩き方』(2022年、勇治)

#### 客演
- 『ボトルシップ』(2006年、劇団ハコビヤ)
- 『バンク・バン・レッスン』(2009年、ルドビコ★)
- Story Dance Performance Blue
  - Blue2『Blue is near water~水辺に佇む青~』(2010年) - 海野亘役
  - Blue4『The Blue Rose』 - セージ/石榴役(2012年)
- 多田直人案第1回発表会『ごー』(2012年)
- 夏葉亭一門会Vol.7(2013年)
- 『やってみるのだ！』(2015年、ちび太ン家presents)
- 『ナミヤ雑貨店の奇蹟』(2016年) - 沼田静人/浪矢貴之/苅谷創一役
- 『またまたやってみるのだ！』(2016年、ちび太ン家presents)
- 『ケンジ先生』(2017年)
- 『もっともやってみるのだ！』(2017年、ちび太ン家presents) - 日替わり出演

## 参考
1. ↑  “食べログ加藤昌之コメント”.   食べログ(みうたんパパ). 2012年10月15日閲覧。
2. ↑  “結婚のご報告”.   ひだりひがし暮らし. 2012年12月12日閲覧。